# NGC 39
NGC 39は、アンドロメダ座の方角にある渦巻銀河である。1790年11月2日にウィリアム・ハーシェルによって発見された。